# Бамматов, Гайдар Нажмутдинович
Гайдар Нажмутдинович Бамматов, или Гайдар Баммат (кум. Баммат Гьайдар Нажмутдинни уланы, фр. Haïdar Bammate; 20 октября [1 ноября] 1889, село Кафыр-Кумух, Темир-Хан-Шуринский округ, Дагестанская область — 31 марта 1965, Париж) — северокавказский политический деятель первой половины XX века, министр иностранных дел Союза горцев Северного Кавказа и Дагестана.

## Биография
- Портрет Гайдара, сделанный Евгением Лансере

Родился в семье подполковника Российской императорской армии Бамматова Нажмутдина Темир-Булатовича (1859—1908), мать Уму Рашидат Ибрагим-кызы из узденского сословия, кумык. После окончания Ставропольской классической гимназии поступил в 1907 году на юридический факультет Санкт-Петербургского университета. С осени 1912 года по февраль 1917 года служил в Тифлисе чиновником по особым поручениям при наместнике. В 1916 году избран председателем Тифлисского мусульманского благотворительного комитета. Принимал активное участие в революционных событиях 1917 года. Участвовал в мусульманских съездах в Гяндже и Баку. В мае 1917 г. делегированный Первым Горским съездом принял участие во Всероссийском мусульманском съезде в Москве. После революции вернулся в Дагестан и занялся политической деятельностью. 16 августа 1917 года в газете «Время» вышла его статья «Задачи текущего момента» — где по сути отражена его программа к руководству действия:
«Мы отлично понимаем какое великое значение имеют эти дни и свобода, добытая народом … Поступиться ролью Советов значило бы совершенно дезорганизовать демократию, лишиться революционной опоры, это значило бы покончить со своим социально-политическим весом, поставить крест на будущим и свести на нет все завоевания революции. Правильная дезорганизация демократии означало бы провал революции — торжество реакции, контрреволюции, может быть реставрацию. Проливать кровь для Реставрации старой (имперской) России мы считаем преступлением …»

### Революция и гражданская война
- II съезд Союза горцев Северного Кавказа. Сентябрь 1917 года. Владикавказ. В четвёртом ряду, восьмой слева, стоит Гайдар Баммат
- Лидеры Горской республики
- Делегация Горской республики на Трапезундской конференции

Став членом ЦК Союза объединённых горцев Северного Кавказа и Дагестана, Бамматов подготовил почву для признания «де-юре» молодой Горской республики.
С марта 1918 года министр иностранных дел Союза горцев Северного Кавказа. 11 марта 1918 года подписал декларацию о независимости Союза горцев Северного Кавказа и Дагестана. Участвовал в Трапезундской и Батумской мирных конференциях. Летом 1918 году в Стамбуле ведёт переговоры с графом Бернсторфом, встречается с главкомом турецкой армии Юсуф-Изет пашой, встречается с лидером младотурецкой революции Энвер пашой, с Великим Визиром Султана, устанавливает контакты со многими европейскими журналистами и резидентами спецслужб.
В октябре 1918 году в Дербент, для оказания помощи Дагестану, захваченного Бичераховым, прибыл с войсками Юсуф-Изет паша. Турки разбили войска Бичерахова, но в ноябре 1918 г. закончилась Первая Мировая Война. Оставшиеся без поддержки турок члены горского правительства пытались найти пути сохранения своей государственности.

Планируя поддержку со стороны Антанты, Баммат писал в письме Чермоеву (от 24 ноября 1918 г.):
«Если Англия помощи нам оказать не может, мы будем искать пути примирения с Москвой, так как проливать кровь горцев [с Деникиным] для реставрации старой [имперской] России мы считаем преступлением. Необходимо активно поддерживать большевиков и во имя Автономии требовать всевозможный максимум политической вольности. Вопрос о независимости вне всякой зависимости — обречен на провал». 
В ноябре Гайдар Баммат выехал в Берн для установления дипломатических отношений с европейскими государствами. Подал ряд меморандумов, публиковал статьи, выступал перед прессой. Однако Европа не была готова заниматься проблемами Северного Кавказа. Причины неуспеха Бамматов в том, что он надеялся на силу Права, в то время, когда его оппоненты на право Силы. После провала своих надежд на Версальской конференции, Баммат осенью 1919 г. принимает предложение Совета Обороны Северного Кавказа и Дагестана и назначается полпредом Совета Обороны при правительствах Грузии и Армении (Тифлис). Однако, накануне Чрезвычайного Вседагестанского съезда, провозгласившего Автономию в составе РСФСР, что в корне противоречило планам Антанты, Баммат оставляет пост полпреда Совета Обороны и переходит на сторону противника — Антанты. В начале 1921 году накануне вторжения большевиков в Грузию, был избран председателем Горско-азербайджанского комитета и его воинские подразделения принимали участие в боевых действиях против наступающей Красной Армии на Тифлис.

### Эмиграция
В 1921 году с матерью выехал в Париж. В эмиграции продолжал активную политическую деятельность, участвовал в Версальской конференции. После встречи с королём Афганистана Мухаммедом Надир Шахом, принял афганское гражданство. В 1939 году, предвидя войну Гитлера с Францией, Гайдар Баммат вместе с семьёй переехал в Швейцарию. В период с 1939 по 1948 годы поступил на службу в посольство Афганистана в Швейцарии, с 1948 года снова в Париже, где занимается научной и публицистической деятельностью.
На вопрос, который всегда мучил Бамматова — почему не состоялась Горская республика, он попытался дать ответ в главной своей книге «Лики Ислама», изданной в Лозанне в 1946 году, переизданной в Каире на арабском языке в 1956 году, в Париже в 1959 году и во многих странах мира. Эта книга имела огромный успех.
Умер Гайдар Баммат 31 марта 1965 году во Франции и похоронен на мусульманском кладбище в Бобиньи, около Парижа.

### В масонстве
Был принят (по рекомендации Хагондокова) в парижскую русскоязычную ложу «Золотое руно» № 536 Великой ложи Франции. Посвящен в степень ученика 29 апреля 1925 года, возвышен в степень подмастерья 10 октября 1925 года, возведён в степень мастера-масона 4 августа 1926 года. Вышел в отставку из ложи 31 декабря 1926 года. В 1926 году стал одним из основателей ложи «Прометей» № 558, составленной из русскоязычных мусульман, входил в её состав до закрытия ложи в 1930 году. В 1927 году был возведён в степень тайного мастера (4 гр.) Древнего и принятого шотландского устава.

## Семья
После эмиграции во Францию Бамматов женился на Зайнаб — племяннице Тапы Чермоева.
Дети:
- Нажмутдин Баммат (8.12.1922—15.1.1985) — учёный дипломат;
- Темир-Болат (Тимур) (? — 26.12.2001) — французский авиаконструктор.

## Отклики современников на книгу «Лики Ислама»
В этом священном мире, где мы задыхаемся между разговорами, дрязгами и всеобщими требованиями, сей призыв к духовному сообществу является поистине волнующим, и прекрасная книга г-на Гайдара Баммата заслуживает того, чтобы быть прочитанной.— Эмиль Анрио, Французская Академия «Монд», Париж

«Лики Ислама» Г. Баммата ясностью изложения и чистотой языка заслуживают всех похвал. Все аспекты ислама: учение, распространение, культура, наука, литература, искусство, влияние Востока на Запад, причины упадка и пробуждение мусульманских народов освещаются здесь мастерски и с современным, знанием вопроса.— М. Иззедин. «Ас-салам», Алжир, 1946 г

Влияние мусульманской цивилизации огромно, кто этого не знает? Но вот определённая книга и ясные сведения: необычайное богатство и пестрота.— Формэ Кулер, Лозанна, 1946 г

Чтение этой книги существенно для понимания прошлого Ислама и роли, которую он призван сыграть в эволюции современного мира.— «Кайе дю Монд нуво»

## Научное наследие
Научное наследие Гайдара Баммата огромно. Основные его труды:
- «Le probleme du Caucase» (Лозанна, 1919 г),
- «The Caucasus Problem» (Берн, 1919 г.);
- «Le Caucase et la revolution Russe» (Париж, 1929 г.),
- «La Position de la Turquie» (Париж, 1943 г.),
- «Visages de l’islam» (Лозанна, 1946 г., Париж, 1959 г),
- «Islamiyetik Manevi ve Kultureel Degerleri» (Стамбул, 1963 г),
- "Apport des musulmans a la civilisation (Женева, 1962 г),
- «Muslim Contribution to Civilization» (Женева, 1962 г),
- «Der Beitrag des Islams zum Kultrurgut der Menscheit» (Женева, 1962 г). и др.

Все статьи, написанные Г. Бамматом на французском языке, он подписывал псевдонимом Жорж Ривуар.